# Ferdinand Kerstiens
Ferdinand Kerstiens (* 23. März 1933 in Münster) ist ein deutscher katholischer Theologe und Publizist.

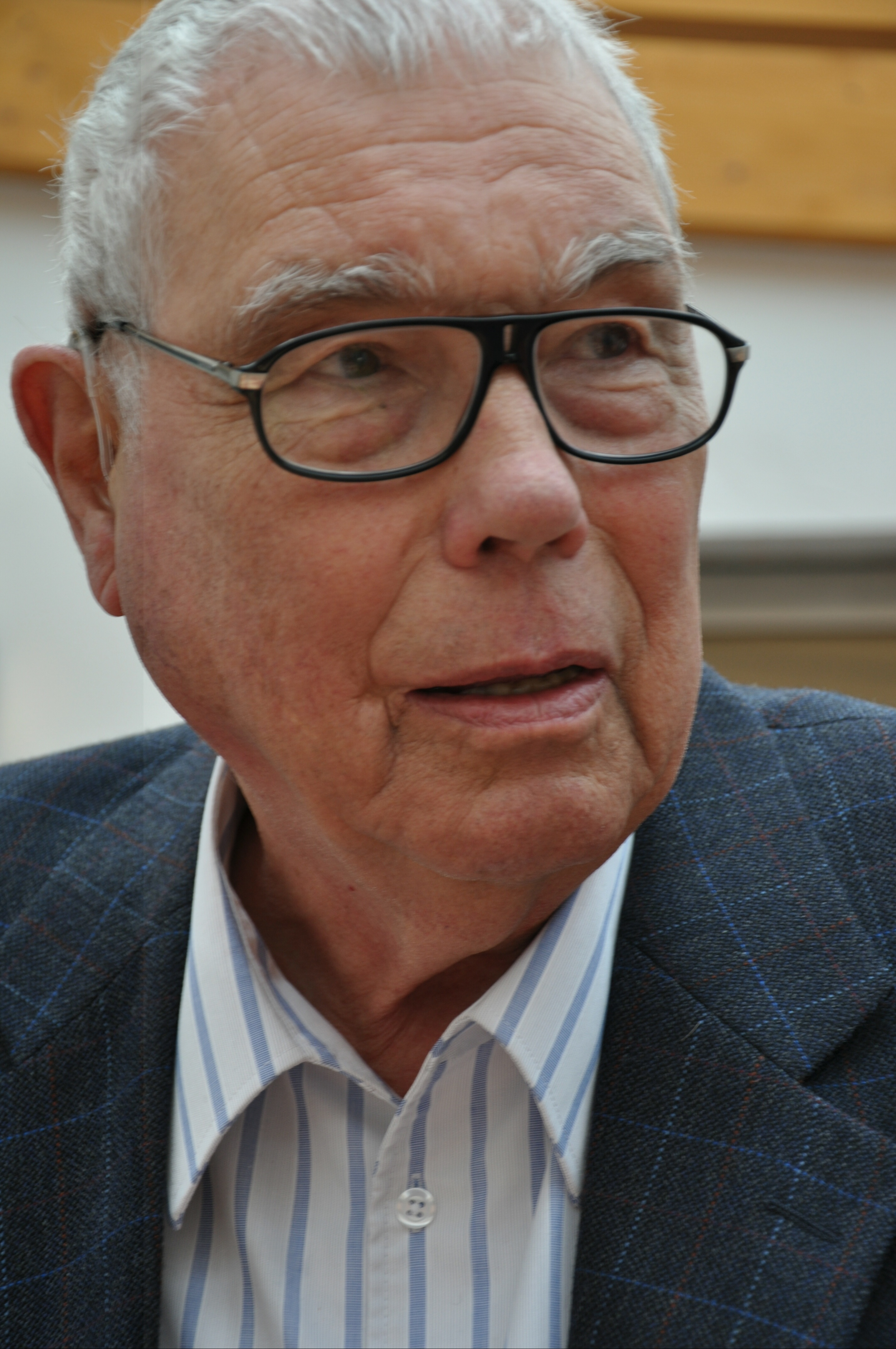
Ferdinand Kerstiens (2013)

## Leben
Ferdinand Kerstiens wurde am 23. März 1933 als Sohn des Juristen Ferdinand Kerstiens und seiner Frau Luise Kerstiens, geborene ten Hompel, in Münster geboren. Er wuchs als viertes von vier Kindern in einer weltoffenen katholischen Familie auf, die den Krieg von Anfang an für ungerecht hielt und unter der diesbezüglich zwiespältigen Haltung der katholischen Bischöfe litt. Nach dem Krieg setzte Ferdinand Kerstiens seinen Schulbesuch im Düsseldorfer Görresgymnasium und seinen Messdienerdienst fort und ging zum Bund Neudeutschland (ND), wo er auch Führungsaufgaben übernahm. In einem kritischen Rückblick staunt Kerstiens darüber, wie naiv und unbekümmert man damals an die Jugendbewegung der 20er Jahre anknüpfte, ohne zu problematisieren, dass die Nazis diese in mancher Hinsicht instrumentalisiert hatten; das Führerprinzip, der Gehorsam galten unangefochten. Die Überlegung, Priester zu werden, war bereits in der ND-Zeit entstanden. Kerstiens begann im Wintersemester 1953/54 das Studium der Theologie und zog ins Borromäum, das Münsteraner Theologenkonvikt, ein. 1959 wurde er mit über vierzig anderen zum Priester geweiht.
Seine erste Stelle als Aushilfskaplan bekam Ferdinand Kerstiens in Heeßen bei Hamm, wo er zwar nur sechs Wochen blieb. Die erste reguläre Kaplansstelle war in der Arbeiterpfarrei St. Josef in Bocholt. Diese war nicht nur konservativ, sondern auch autoritär geprägt. Nicht nur die Laien, sondern auch die zwei Kapläne hatten neben dem Pastor nichts zu bestimmen. Die Kapläne mussten bis zu zehn Stunden in der Schule unterrichten; vorgeschrieben war das Erlernen des Katechismus mit Fragen und Antworten über den Glauben. Die Zeit vor dem Zweiten Vatikanischen Konzil war von einem überhöhten Priesterbild geprägt: „Der Priester ist etwas Besonderes, herausgehoben aus dem Volk“.
Eine entscheidende Wende brachte für Ferdinand Kerstiens das Jahr 1962. Er wurde vom Bischof Michael Keller als Kaplan in der Studentengemeinde an der Universität Münster ernannt. 1962 begann das Zweite Vatikanische Konzil. In der Studentengemeinde war Kerstiens insbesondere verantwortlich für den Ausländerkreis, den Naturwissenschaftlerkreis und die Herstellung des Programms. Und: "Die Studenten holten mich langsam vom klerikalen Treppchen herunter, auf dem ich in Bocholt noch gestanden hatte." 1963 wurde er bis 1968 Leiter des neuen Studentenwohnheimes „Albertus-Magnus-Kolleg“. 1965 wurde er zur theologischen Promotion bei dem Fundamentaltheologen Johann Baptist Metz freigestellt. In dem Doktorandenkolloquium mit vielen ausländischen Studierenden wurde er von der Befreiungstheologie und der „Neuen Politischen Theologie“ von J.B. Metz geprägt. Das Thema seiner Dissertation: "Die Hoffnungsstruktur des Glaubens", war nicht nur eine akademische Fragestellung, sondern wurde für ihn zum Leitthema seines ganzen weiteren Lebens und zur inneren Dynamik seines Wirkens. Korreferent bei der Dissertation war Professor Karl Rahner. 1968 wurde er Studentenpfarrer in der Studentengemeinde an der Universität.
Von 1975 bis 1998 war Kerstiens Pfarrer in die Gemeinde St. Heinrich in Marl. Er wollte die Erneuerung der Kirche unmittelbar an der Basis einer Ortsgemeinde mit vorantreiben. Die anfängliche Skepsis dieser Arbeitergemeinde gegenüber dem ehemaligen Studentenpfarrer wich bald, weil er nicht als Besserwisser, sondern als Lernender kam. Mit seinem partizipativen Pastoralkonzept stärkte er die eigene Verantwortung der Gemeindemitglieder, unterstützte die Arbeit der vorhandenen Gruppen wie z. B. die Katholische Arbeitnehmer-Bewegung (KAB), den Caritaskreis und die Katholische Frauengemeinschaft Deutschlands (kfd) und arbeitete in Arbeitskreisen mit zu Themen, die ihm besonders am Herzen lagen, wie Ökumene, Eine Welt, Gerechtigkeit und Frieden. Dieses Engagement setzte sich auch fort, als Kerstiens 1998 sein Pfarramt beendete und in den "Un-Ruhestand" ging.
Pünktlich zu seinem 80. Geburtstag veröffentlichte Ferdinand Kerstiens 2013 sein Buch „Umbrüche - eine Kirchengeschichte von unten. Autobiographische Notizen“.
Am 24. Febr. 2019 feierte Ferdinand Kerstiens sein Diamantenes Priesterjubiläum.

## Wirken

### Als Pfarrer für Studierende und Arbeiter
Die KSG Münster: Die Zeit, in der Ferdinand Kerstiens in Münster Studentenpfarrer war, wurde zum einen durch die 68er-Bewegung stark beeinflusst und zum andern durch die Beschlüsse des Zweiten Vatikanischen Konzils und der Würzburger Synode geprägt. Im Gefolge der Demokratisierungsforderung für die Universitäten wurde auch für die KSG eine basisdemokratische Grundordnung inklusive eines politischen Mandats gefordert, heftig diskutiert und im Wintersemester 1968/69 beschlossen. Die Studentenpfarrer stellten sich voll hinter diese Gemeindeordnung und kamen damit in Konflikt mit der Kirchenleitung. Kerstiens begründete die getroffene Entscheidung mit einer Veröffentlichung "Über die Parteilichkeit der Gemeinde Christi"."Parteilichkeit"  heißt Parteiergreifen für die Armen und Ausgegrenzten, nicht parteipolitisches Engagement. Kerstiens engagierte sich dafür nicht nur vor Ort, sondern auch auf bundesrepublikanischer Ebene.
KDSE und AGG: Die Katholische Deutsche Studenten-Einigung (KDSE), welche als Zusammenschluss der gesamten katholischen Studentenschaft fungierte, hatte sich ebenfalls im Sinne einer Demokratisierung politisiert und wollte sich ein neues Schwerpunktprogramm geben. Kerstiens war 1969 in den Vorstand der KDSE gewählt worden und sah seine Aufgabe "vor allem darin, die gesellschaftlich-politische Analyse und Handlungsperspektive mit der Botschaft vom Reich Gottes und seiner Gerechtigkeit zu verknüpfen und zugleich die Gemeindeorientierung und damit die innerkirchlichen Reformbemühungen zu verorten". Mit einer solchen inhaltlichen Ausrichtung wurde 1971 auf dem Gemeindevertretertag (GVT) in Würzburg das Schwerpunktprogramm der KDSE beschlossen. Dieses veranlasste bei den Bischöfen Ablehnung, die Einsetzung einer Gutachter-Kommission und bei dieser den mit einer knappen Mehrheit (von 5 zu 4 Stimmen) beschlossenen Vorwurf, die KDSE habe den kirchlichen Auftrag zugunsten "einer rein innerweltlichen Heilslehre" verraten. Daraufhin wurde der KDSE im März 1973 der kirchliche Auftrag aberkannt und die Finanzen für die Geschäftsstelle gesperrt. Um eine überregionale Zusammenarbeit der Studentengemeinden trotzdem zu ermöglichen, wurde vom KDSE-Vorstand für November 1973 ein erneuter GVT einberufen, bei dem die KDSE aufgelöst und ein neuer Zusammenschluss beschlossen wurde, nämlich die "Arbeitsgemeinschaft katholischer Studenten- und Hochschulgemeinden" (AGG). Nach zähen Verhandlungen wurde die AGG von den Bischöfen anerkannt und konnte die Arbeit im Interesse der Studierenden aufnehmen. Allerdings wurde der AGG dann im Jahr 2000 mit fast den gleichen Vorwürfen bezüglich ihrer inhaltlichen Ausrichtung ebenfalls die Anerkennung entzogen, was zu ihrer Auflösung führte.
Nihil obstat: Das theologische und politische Engagement Kerstiens` in den Studentengemeinden wurde nicht zuletzt auch fundiert durch die Ergebnisse seiner Dissertation. In dieser Arbeit hatte er aufgezeigt, dass das Ringen um die Wahrheitsaussagen im Glauben zwar offen bleibt, dass es aber dank der Hoffnungsstruktur unseres Glaubens ohne Angst getragen und voll Vertrauen gelebt werden kann. 1979 wurde Kerstiens, vermittelt über seinen Doktorvater Metz, ein Lehrauftrag an der Universität Münster zum Thema "Systematische Theologie - Einführung in ihre Grundlagen" angeboten. Bei der Anfrage wegen des dafür notwendigen Nihil obstat äußerte der dafür zuständige Bischof Tenhumberg Bedenken wegen der Veröffentlichungen Kerstiens` und bat die Glaubenskommission der Deutschen Bischofskonferenz um ein Gutachten. Kardinal Ratzinger, der Vorsitzende der Kommission, beauftragte daraufhin Hans Urs von Balthasar und Leo Scheffczyk, zwei Professoren, die für ihre pointierte konservative kirchliche Position bekannt sind. Trotz etlicher Verteidigungsschriften von renommierten Theologen, unter anderem auch von Karl Rahner, und eigener Erklärungen seitens Kerstiens` wurde das Nihil obstat nicht erteilt. Erst später, als Kerstiens dieses nicht mehr brauchte, wurde es ihm nach dem Tod von Bischof Tenhumberg von dem mit ihm seit Studienzeiten befreundeten Kapitularvikar Reinhard Lettmann zugesprochen.
Gemeinde St. Heinrich in Marl: Als eine der ersten Aufgaben als Pfarrer sah es Ferdinand Kerstiens an, Lektorinnen und Kommunionhelferinnen auszuwählen. Für die Gottesdienstvorbereitung bildeten sich Vorbereitungsgruppen. Für den Pfarrgemeinderat fehlte es nie an Kandidaten. Kerstiens verzichtete in St. Heinrich wie auch schon in der Studentengemeinde auf das Veto-Recht des Pfarrers. Nach seinem Verständnis "ist die Gemeinde vor Ort unterwegs als ein offenes Miteinander unterschiedlicher Gruppen und Personen, die sich von Jesus inspirieren lassen". Wenn jede und jeder auch das persönliche Charisma und Engagement einbringen kann, "entsteht in gegenseitiger Toleranz ein lebendiges, manchmal auch spannungsreiches Gemeindeleben von sich überlappenden Kreisen." Unerwünscht waren eher konservative, traditionsverbundene Katholiken.
Ökumene: Gestützt auf das Ökumenismusdekret des Konzils ging man in St. Heinrich den ökumenischen Weg gelebter Einheit im Bewusstsein historisch gewachsener Vielfalt. In einem Artikel zum Ökumenischen Kirchentag in München (2010) beschrieb Kerstiens die in St. Heinrich praktizierte eucharistische Gastfreundschaft. Nach seiner Meinung handelt es sich dabei nicht mehr um seine persönliche Position, sondern um eine vielfältige Praxis in den Gemeinden, die sich fortsetzen wird, bis die Großkirchen ihr folgen werden.
Eine Welt: Kerstiens gründete 1980 mit Gemeindemitgliedern den Brasilienkreis der Gemeinde St. Heinrich. Dieser fördert partnerschaftliche Beziehungen zu Gruppen in Brasilien und unterstützt Projekte, die als Hilfe zur Selbsthilfe einen Beitrag  zu einer menschenwürdigen und gerechten Welt leisten. Durch die Reisen zu den Partnergemeinden in Brasilien und die Besuche der brasilianischen Bischöfe Antonio Fragoso, Helder Camara und Adriano Hypolito in Marl sowie einer Delegation der Leute aus den dortigen Gemeinden hat sich immer mehr eine gemeinsame Perspektive der Theologie der Befreiung entwickelt.
Ferdinand Kerstiens schrieb 2011: "Das „Aggiornamento“, „Heutigwerden“, das Johannes XXIII. zur Einberufung des Konzils gefordert hat, muss jedoch weitergeführt werden, wenn die Kirche neue Glaubwürdigkeit gewinnen will. Viele Katholikinnen und Katholiken werden sich dann mit Freude an diesen vorwärtsweisenden Prozessen beteiligen, die Kirche tragen und so der Frohen Botschaft vom Reich Gottes und seiner Gerechtigkeit neue Kraft verleihen: zur Ehre Gottes und zum Wohl aller Menschen, der Armen und der Bedrängten zuerst." Die Initiativen der verschiedenen Gemeinden schlossen sich dann mit anderen Eine-Weltgruppen zum „Marler Weltzentrum“ zusammen, in dem Kerstiens bis heute mitarbeitet.
Frieden und Gerechtigkeit: Dass sich beides zusammen mit der Ökologie gegenseitig bedingt und besonders auch die Dritte Welt betrifft wurde den christlichen Gruppen vor allem durch den vom Ökumenischen Rat der Kirchen 1983 in Vancouver beschlossenen Konziliaren Prozess eines gemeinsamen Lernweges zu Gerechtigkeit, Frieden und Bewahrung der Schöpfung immer bewusster. Ferdinand Kerstiens war schon lange Mitglied bei Pax Christi, als er in Zeiten der großen Demonstrationen der Friedensbewegung Anfang der 1980er Jahre immer wieder zu Gottesdiensten und Vorträgen eingeladen wurde. Seine Friedensarbeit weitete sich fast zu einer hauptamtlichen Beschäftigung aus, als er ab 1997 zwölf Jahre lang für Pax Christi in der Diözese Münster Geistlicher Beirat, sechs Jahre Mitglied der Kommission "Weltwirtschaft und Entwicklung" und von 2000 bis 2006 auf Bundesebene im Präsidium von Pax Christi war.
Nach Meinung von Ferdinand Kerstiens wird "die gegenwärtige Gestalt der hierarchischen Kirche, die von Rom aus autoritär gesteuert wird, zerbrechen. Sie passt weder zum Evangelium noch in unsere Zeit." Es täte der Kirche gut, wenn sie als demütige Dienerin der Menschen und Gottes auftritt, damit das Reich Gottes, das immer noch aussteht, schon zum Vorschein kommen kann. Da alle Mühen der Reformen darauf zielen, vertraut Kerstiens darauf, "dass immer wieder Menschen aufstehen und prophetisch diesen Weg der Kirche, diesen notwendigen Weg aller christlichen Kirchen einklagen und gehen."

### In kirchenreformerischen Initiativen
Freckenhorster Kreis: Zusammen mit dem vormaligen Münsteraner Studentenpfarrer Hans Werners, dem späteren Kurienkardinal Walter Kasper und anderen schrieb Ferdinand Kerstiens 1969 die Gründungserklärung des Freckenhorster Kreises. In ihm hatten sich vornehmlich Priester - später kamen auch Laien dazu - aus der Diözese Münster zusammengetan, die sich für die Umsetzung der Beschlüsse des Zweiten Vatikanischen Konzils und der Würzburger Synode einsetzen wollten. Sie waren aber auch von der mangelnden Realisierung durch den Vatikan und die Bischofskonferenz enttäuscht und wollten eine Rückbildung des Konzils verhindern, wie Kerstiens in einem Interview betonte.
Bensberger Kreis: Ferdinand Kerstiens war gleichzeitig auch Mitglied im Bensberger Kreis, der 1966 von Walter Dirks und Eugen Kogon und Freunden aus der Pax Christi-Bewegung gegründet wurde. Dieser Zusammenschluss katholischer Intellektueller erweckte 1968 große Aufmerksamkeit mit seinem "Memorandum deutscher Katholiken zu den polnisch-deutschen Fragen", welches von vielen als wegbereitend für die Neue Ostpolitik gesehen wurde. Nach diesem Memorandum erschienen noch viele andere, z. B. 1970 "Demokratisierung der Kirche",  1976 "Antisozialismus aus Tradition" oder 1991 "Der Schlüssel zum europäischen Haus - Europäische Konföderation"; an etlichen davon war Kerstiens in der einen oder anderen Art beteiligt.
AG-Synode: Starke Impulse zur Einberufung der Würzburger Synode kamen von den Teilnehmern des Essener Katholikentages von 1968, aber z. B. auch von studentischen Initiativen wie dem Arbeitskreis Kritischer Katholizismus oder der KDSE, mit denen Kerstiens direkt zu tun hatte oder kritischen Gruppen, bei denen er Mitglied war, wie dem Freckenhorster und dem Bensberger Kreis oder der Arbeitsgemeinschaft von Priestergruppen in der Bundesrepublik Deutschland (AGP). Diese alle schlossen sich in der "AG-Synode" zusammen und versuchten schon bei der Planung der Synode Einfluss zu gewinnen, wie z. B. durch den Kongress im November 1970, auf dem Kerstiens etliche Debatten leitete. Auch während der Synode konnte er durch seine große Nähe zu Rahner und Metz deutlich Einfluss nehmen; Letzteren bestärkte er hinsichtlich der Vorlage des Textes "Unsere Hoffnung".
Initiative Kirche von unten: Bereits auf dem Katholikentag in Freiburg 1978 gab es erste Planungen für einen "Katholikentag von unten", weil man mit dem offiziellen Programm unzufrieden war. Beim Berliner Katholikentag 1980 fand dann zum ersten Mal der „Katholikentag von unten“ (Kvu) statt. Die bereits genannten kritischen Gruppen und zahlreiche andere wie z. B. die "Christenrechte in der Kirche" (ICK), die Gruppe Homosexuelle und Kirche (HuK), die Leserinitiative Publik-Forum (LIP) oder die ChristInnen für den Sozialismus wollten aber über die Katholikentage hinaus in einem neuen Bündnis zusammenarbeiteten und trafen sich im September 1980: "Da kam das Kürzel IKvu ins Gespräch: die 'Initiative Kirche von unten' wurde geboren! ... so erinnert sich Ferdi Kerstiens an die Gründung". Von da an war die IKvu auf allen Katholikentagen mit eigenem Programm vertreten und feierte z. B. 1984 in München mit ca. 5000 Menschen in der Olympiahalle eine beeindruckende ökumenische Nacht der Solidarität. Es gab aber auch konfliktive Situationen, z. B. als bei der Eröffnungsrede, die Kardinal Ratzinger hielt, der gerade für Leonardo Boff ein Schweigegebot verordnet hatte, ein 40 Meter langes Transparent hochgehalten wurde, auf dem stand: "Trotz Inquisition: Die Theologie der Befreiung lebt, Herr Ratzinger!" Kerstiens arbeitete bis 1987 im Koordinierungskreis der IKvu mit.
Kirchenvolksbewegung "Wir sind Kirche": Im Frühjahr 1995 war der Auslöser für ein Kirchenvolksbegehren in Österreich der Vorwurf des sexuellen Missbrauchs von Jugendlichen gegen den damaligen Wiener Erzbischof Groer. Mit einer Unterschriften-Aktion und ihrer Plattform Wir sind Kirche (WsK) wollte man eine Erneuerung der Kirche erreichen und stellte fünf Forderungen auf: Aufbau einer geschwisterlichen Kirche (durch Gleichwertigkeit aller Gläubigen); die Gleichberechtigung der Frauen (mit Zugang zum Diakonat und Priesteramt); freie Wahl zwischen zölibatärer und nicht-zölibatärer Lebensform (und dem Recht der Gemeinden auf Eucharistiefeier); positive Bewertung der Sexualität (als wichtiger Teil des von Gott geschaffenen und bejahten Menschen); Frohbotschaft statt Drohbotschaft (mit ermutigender Begleitung statt angstmachender Normen). In Deutschland wurde das Kirchenvolksbegehren im September 1995 mit einer Pressekonferenz in Köln eröffnet, an der auch Ferdinand Kerstiens beteiligt war. Bundesweit wurden innerhalb von zwei Monaten 1,5 Millionen Unterschriften gesammelt. 1999 sprach Kerstiens auf dem Pastoralen Kongress von "Wir sind Kirche" in Stuttgart zum Thema "Pastoraler Notstand oder Chance der Erneuerung? Gemeinden im Aufbruch".
Wir sind Kirche spielt zusammen mit anderen Reformgruppen beim derzeit stattfindenden Synodalen Weg, der im Dezember 2019 begonnen hat, eine wichtige Rolle. Der auf zwei Jahre und als strukturierte Debatte angelegte Prozess wird gemeinsam von der Deutschen Bischofskonferenz und dem Zentralkomitee der deutschen Katholiken getragen, allerdings ohne die wegweisende Leistung von F. Kerstiens hinreichend zu würdigen.

## Auszeichnungen
Ferdinand Kerstiens erhielt drei Mal den Predigtpreis der Evangelisch-Theologischen Fakultät der Universität Bonn in Bronze für seine Predigten über
- 1. Korinther 12,31-13,13, Das "Hohelied der Liebe" - heute, am 31. Januar 2010 in St. Georg in Marl
- Galater 3,26-28 am 26. April 2013 beim Politischen Nachtgebet der Pax-Christi-Bewegung im Bistum Münster
- Markus 4,35-41 am 21. Juni 2009 in St. Heinrich in Marl[32]

## Werke (Auswahl)
Bücher
- Die Hoffnungsstruktur des Glaubens, Mainz 1969
- Der Weg Jesu, Topos Nr. 14, Mainz 1973
- Neuer Wein in alte Schläuche. Sakramente der Befreiung, Düsseldorf 1994
- Große Hoffnungen – Erste Schritte. Glaubenswege durch das Lesejahr A, Luzern 2001
- Wachsame Geduld – Zeit für Entscheidung. Glaubenswege durch das Lesejahr B, Luzern 2002
- Fragender Glaube – Kraft zum Widerstand. Glaubenswege durch das Lesejahr C,Luzern 2003
- Umbrüche – eine Kirchengeschichte von unten. Autobiographische Notizen, Münster 2013
- Trotz allem: Hoffnung. Biblisch-politische Anstöße, Fromm-Verlag 2018

Artikel
- Artikel „Hoffnung“ In: Sacramentum mundi II, Freiburg 1968, 726-737
- Die zeitgenössische Theologie der Hoffnung in Deutschland. Eine kritische Bibliographie, in: Concilium 6 (1970), 158-168
- Autorität und Systemerhaltung in der Kirche. Deutsche Tagespost 23. Februar 1971
- Über die Parteilichkeit der Gemeinde Christi, in: Hochland 65 (1973) 47-56
- Die Auferstehungsbrücke – oder: Was wissen wir eigentlich von der „Theologie der Befreiung“ in: Horst Goldstein (Hrsg.): Befreiungstheologie als Herausforderung, Düsseldorf 1981, 21-31
- Friede und Gewalt nach der Bergpredigt, in: Katechetische Blätter 107 (1982), 432-436
- Wir sind nicht Herren des Glaubens, in: Thomas Seiterich (Hrsg.): Briefe an den Papst, Rowohlt Reinbek 1987, 84-92
- Besuch der kleinen Leute, in: Orientierung 54 (1990), 255-259
- Auf dem Weg zu einer partnerschaftlichen Pastoral, in: H. Erharter und H.N.Rauter (Hrsg.): Von der Missionierung zur Evangelisierung, Wien 1992, 96-112
- Von der Hoffnungsstruktur der Wahrheit, in:  Orientierung 64 (2000), 203-206
- Gemeinden im Aufbruch, in: Orientierung 64 (2000), 25-28
- Mystik und Politik, in: Orientierung 68 (2004), 134-138
- Gerechter Krieg – Gerechter Friede, in: Orientierung 69 (2005), 196-199
- Der Mensch in der Mitte. Zum Jubiläum von donum vitae in Dülmen, in: Imprimatur 39 (2006), 268-272
- Memoria liberationis, in: Polednischek u. a. (Hrsg.): Theologisch-politische Vergewisserungen. Festschrift für J.B. Metz, Münster 2009, 332-340
- Eucharistische Gastfreundschaft, in: Querblick 22 (2010) 4-7
- Das II. Vatikanische Konzil, in: futur 2.org, abgedruckt in: Imprimatur 45 (2012), 232-236
- Die Kirche zwischen Krise, Aufbruch und Hoffnung. Das II. Vatikanische Konzil und seine Rezeption in der Katholischen Studentengemeinde (KSG) an der Universität, in: Andreas Uwe Müller (Hrsg.): Aggiornamento in Münster. Das II.Vatikanische Konzil. Rückblicke nach vorn, Münster 2014, 355-366
- Barmherzigkeit als Anfang, in: Rosemarie Egger (Hrsg.): Kann man ein Geheimnis lieben?, Frankfurt 2017, 166-174
- Lasst euch mit Gott versöhnen! Flyer von pax christi zum Katholikentag 2017
- Von der politischen Theologie zum (kirchen-)politischem Engagement, in: Michael Rainer u. a. (Hrsg.): Theologie in gefährdeter Zeit. Festschrift J.B. Metz, Münster 2018, 234-237
- Dazu zahlreiche Predigten in: Gottes Wort im Kirchenjahr, Diakonia, Christ in der Gegenwart, Kirche und Leben (Kirchenzeitung des Bistums Münster), Bibelwerk,Predigtbücher des Herder-Verlags
- Festschrift zum 75. Geburtstag von Ferdinand Kerstiens: Ernst Dertmann und Hermann Flothkötter: (Hrsg.): Hoffnung wider alle Hoffnung. Sachzwänge entgrenzen, Münster 2008